# Thomasomys paramorum
Thomasomys paramorum es una especie de roedor de la familia Cricetidae.

## Distribución geográfica
Se encuentra en Ecuador y en el Sur de Colombia.